# 朱慎鍾
庆成荣懿王朱慎锺（16世纪—1606年），號宗川，明朝庆成安穆王朱知燫孙，庆成长子朱新𡐾的庶长子。明朝第六任庆成王。

## 生平
最初封奉国将军。嘉靖四十二年（1563年）六月，因朱知燫所请，改封朱新𡐾为庆成长子，朱慎锺为庆成长孙。次年，朱新𡐾去世。
隆庆二年（1568年）四月，朱知燫称年老，请求以朱慎锺管理府事，获准，赐朱慎锺敕书。
隆庆三年（1569年）十月，朱知燫去世。隆慶六年（1572年）四月，明穆宗冊封宗藩，命駙馬都尉許從誠告內殿，遣懷柔伯施光祖等持節冊封朱慎锺為庆成王。
万历元年（1573年）三月，追封朱慎锺妻裴氏為庆成王妃。
万历四年（1576年），封朱慎锺的繼選内助張氏為庆成王次妃。
万历八年（1580年）七月，礼部称按宗藩事例，晋府宁化、庆成、永和三王府系明太祖亲孙始封，钦拨军较与其他郡王人数不同。明神宗准奏。
朱慎锺奏请以张氏为继妃，引用西河王朱表相等将繼夫人進封繼妃事例。礼部尚书沈鲤认为張氏封為庆成王次妃已是厚待，朱慎锺却不知感恩，混行奏擾，不但于要例大不相合，也違背祖命，辜負聖恩，欺誑君父，略無顧忌。沈鲤奏称自己等人查據玉冊，朱慎锺生九子都未請封，长子朱敏𦰫、次子朱敏㵳乃二妾王氏所生，三子朱敏溙是次妃張氏所生，如果張氏得封繼妃，則朱敏溙可稱嫡出，他日就能越过兄长成为继承人，这才是朱慎锺的用意，朱慎锺不思綱常法制，欲進内助為繼妃以妾為妻，有違夫婦之倫，欲使庶子冒嫡，以少凌長，有失兄弟之序，溺愛縱情，劫奪示教，父不父、子不子，有傷父子之恩，不可准奏，如任由奸人唆誘，只因幸一時之寵利而危於人國害於人家，恐怕也不是朱慎锺之福；朱慎锺違例妄奏，本應罰治，但身為郡王，自己等人未敢定議，至於王府教授等官平時不能以禮啟迪，臨事不能據法諫阻，有違輔導之職，应该候命下移咨都察院轉行山西巡按御史將各官行提問罪。
慶成王府鎮國中尉朱知焎被废为庶人后有奏，神宗諭内阁拟票将其押解來京審問。萬曆十四年（1586年）十月，輔臣奏称朱知焎先前因扎母、罵郡王朱慎锺、盜財等，奉旨革為庶人、閒宅禁住，现在又不服羈管欲行辯復，所以故意寻找其他事以为捏造，蒙蔽圣聪，其一面之詞未經審實難以遽信；其作为被管制的庶人弹劾本管郡王朱慎锺，下陵上替、綱紀倒持；一旦捏詞陳奏者得逞，則各府有罪宗室都会效仿，朝廷之上愈加多事，此时山西正報災傷，神宗正在遣官賑濟，如果又押解人犯，恐怕不免擾動一方，应该只让行撫按大臣從公審問。神宗同意。
因慶成王府庶人朱知䗨奏及本府將軍中尉朱新⿰土厘、朱慎鑶等四十一人增減勘合冒支祿糧，自嘉靖三十九年至萬曆十年銀数不等，共四千有余，同年十一月，礼部覆勘实情，分別治罪，奉旨将朱新堙等革去祿米三分之一、朱知熚等罰祿米一年，朱知䗨違禁發閑宅，命朱慎锺用心鈐束宗儀，奸人文書鄭栢齡等戍边。
朱慎锺非常敬重八叔鎮國將軍朱新𡑶，贈匾題為「清華」。
万历三十四年（1606年），朱慎锺去世。万历三十五年（1607年）四月，神宗遣行人李嵩、丘懋煒往慶成、東垣二王府典喪。萬曆三十七年（1609年）四月，朱敏𦰫由镇国将军袭封庆成王。

## 著作
朱慎锺著有《太霞稿》《寶善堂稿》，創建宗會金蘭詩社。
有诗《夏日登萬佛樓次朱使君韻》：天半岧嶤峻閣開，自公多暇興悠哉。憑虛幾見空王在，結夏誰招使者來。貝葉迎風翻鹿苑，香雲散雨落蜂臺。倚闌欲和陽春曲，慚愧登高作賦才。